# Accumulated cyclone energy
De Accumulated Cyclone Energy, ACE ofwel de cumulatieve energie van een tropische cycloon is een maat om de activiteit van een tropische cycloon uit te drukken. Deze maat wordt gebruikt door het NOAA, Engels: National  Oceanic and Atmosferic Administration. In deze maat komen ter bepaling van de activiteit van de storm zijn windkracht en levensduur tot uitdrukking. De ACE waarde van een seizoen is gelijk aan de ACE-waarden van alle stormen van dat seizoen tezamen.

## Formule
Voor iedere tropische storm, dus een tropische cycloon met windsnelheden van 35 knopen of meer wordt een ACE-waarde berekend. Om de 6 uur in het bestaan van een tropische cycloon wordt er door meteorologen waarschuwingen en besprekingen uitgegeven met onder andere meteorologische gegevens van de cycloon. Voor iedere waarschuwing, waarin een cycloon de status heeft van tropische storm of orkaan, telt de daarin gegeven windsnelheid in knopen mee voor het bepalen van de ACE-waarde van die cycloon. Men neemt het kwadraat van deze snelheid en deelt die door 10.000. Alle zo verkregen waardes worden opgeteld. Bijvoorbeeld een tropische depressie promoveert tot een tropische storm met windsnelheden van 40 knopen, dit geeft 40²/10.000 = 0,16 ACE. Zes uur later is de windsnelheid niet veranderd; er komt weer 0,16 ACE bij voor een totaal van 0,32 ACE. Weer 6 uur later is de windsnelheid gestegen tot 50 knopen of 50²/10.000= 0,25 ACE. Het totaal is nu 0,32 + 0,25 = 0,57 ACE. Degradeert een cycloon tot tropische depressie (minder dan 35 knopen) dan telt dat getal niet mee. Mocht deze cycloon weer tropische stormstatus bereiken telt men weer verder.
In formule betekent dit: 
{\displaystyle \sum _{}^{}({\frac {{v_{max}}^{2}}{10^{4}}})}, waarbij vmax de geschatte doorstaande windsnelheid in knopen voorstelt.

De eenheid van ACE is dus 104 knoop2. De kinetische energie is rechtevenredig met het kwadraat van de windsnelheid. De levensduur van een tropische cycloon wordt meegenomen door de waardes na een vast tijdsinterval steeds opnieuw te berekenen en bij elkaar op te tellen. ACE is dus geen directe bepaling van de kinetische energie, maar is een maat die daarmee rechtevenredig is. Zware orkanen met een korte levensduur kunnen een lagere ACE bijeen sparen dan een flinke tropische storm of zwakke orkaan van de eerste categorie met een lange levensduur. Tijdens het Atlantisch orkaanseizoen 2005 had Orkaan Beta (categorie 3) een ACE van 6,59 en tropische storm Franklin een ACE van 6,27.

## ACE waarden per seizoen
Door de waardes van alle cyclonen van een seizoen op te tellen verkrijgt men de ACE-waarde van dat seizoen. De mediaan voor ACE-seizoenswaarde is 87,5 het gemiddelde voor een seizoen is 93,2. Ter vergelijking; de orkanen met de hoogste ACE-waarde ooit waren de Sint Cyriacus-orkaan in 1899 met een ACE-waarde van 73,6 en Ivan de verschrikkelijke met een ACE van 70,0. 
De seizoenswaarde kan gebruikt worden om een seizoen te classificeren. Het NOAA hanteert hiervoor drie categorieën:
- Boven normaal seizoen: Een Ace-seizoenswaarde van 103 of meer én twee van de volgende drie voorwaarden a)meer dan 10 tropische stormen b) meer dan 6 orkanen en/of c)meer dan 2 majeure orkanen (categorie drie of meer)
- Beneden normaal seizoen: Een ACE-seizoenswaarde van 66 of minder.
- Normaal seizoen: Alle andere seizoenen.

### Hyperactief
Seizoenen met een waarde boven de 153 worden als hyperactief geclassificeerd. Deze classificatie, die het eerst werd gebruikt door Gloldenberg et al en is gebaseerd op een iets andere formule, waarin majeure orkanen meer gewicht in de schaal leggen. Seizoenen die als hyperactief geclassificeerd worden, hebben allemaal een score van boven de 153 ACE.

## Lijst van Atlantische orkaanseizoenen
Hier volgt een lijst van Atlantische orkaanseizoenen, gerangschikt naar ACE-waarde.
```
:{|
```

! Sleutel
|-
| • ACE   
| Accumulated cyclone energy
|-
| • TS  
| Aantal tropische stormen (tropische stormen én orkanen)
|-
| • O  
| Aantal orkanen, alle categorieën
|-
| • MO  
| Aantal majeure orkanen, categorie 3 of hoger.
|-
|
|-
|colspan=2| (Recordwaarden zijn vet gedrukt)
|}
Voor definities van de termen "boven normaal", "normaal", en "beneden normaal", zie paragraaf ACE waarden per seizoen.
| Seizoen                       | ACE | TS | O  | MO | Classificatie               |
| ----------------------------- | --- | -- | -- | -- | --------------------------- |
| Atlantisch orkaanseizoen 2005 | 248 | 27 | 15 | 7  | Boven normaal (hyperactief) |
| Atlantisch orkaanseizoen 1950 | 243 | 13 | 11 | 8  | Boven normaal (hyperactief) |
| Atlantisch orkaanseizoen 1995 | 228 | 19 | 11 | 5  | Boven normaal (hyperactief) |
| Atlantisch orkaanseizoen 2004 | 225 | 14 | 9  | 6  | Boven normaal (hyperactief) |
| Atlantisch orkaanseizoen 1961 | 205 | 11 | 8  | 7  | Boven normaal (hyperactief) |
| Atlantisch orkaanseizoen 1955 | 199 | 12 | 9  | 6  | Boven normaal (hyperactief) |
| Atlantisch orkaanseizoen 1998 | 182 | 14 | 10 | 3  | Boven normaal (hyperactief) |
| Atlantisch orkaanseizoen 1999 | 177 | 12 | 8  | 5  | Boven normaal (hyperactief) |
| Atlantisch orkaanseizoen 2003 | 175 | 16 | 7  | 3  | Boven normaal (hyperactief) |
| Atlantisch orkaanseizoen 1964 | 170 | 12 | 6  | 6  | Boven normaal (hyperactief) |
| Atlantisch orkaanseizoen 1996 | 166 | 13 | 9  | 6  | Boven normaal (hyperactief) |
| Atlantisch orkaanseizoen 1969 | 158 | 17 | 12 | 5  | Boven normaal (hyperactief) |
| Atlantisch orkaanseizoen 1980 | 147 | 11 | 9  | 2  | Boven normaal               |
| Atlantisch orkaanseizoen 1966 | 145 | 11 | 7  | 3  | Boven normaal               |
| Atlantisch orkaanseizoen 1951 | 137 | 10 | 8  | 5  | Boven normaal               |
| Atlantisch orkaanseizoen 1989 | 135 | 11 | 7  | 2  | Boven normaal               |
| Atlantisch orkaanseizoen 1967 | 122 | 8  | 6  | 1  | Normaal                     |
| Atlantisch orkaanseizoen 1958 | 121 | 10 | 7  | 5  | Boven normaal               |
| Atlantisch orkaanseizoen 1963 | 118 | 9  | 7  | 2  | Normaal                     |
| Atlantisch orkaanseizoen 2000 | 116 | 14 | 8  | 3  | Boven normaal               |
| Atlantisch orkaanseizoen 1954 | 113 | 11 | 8  | 2  | Boven normaal               |
| Atlantisch orkaanseizoen 2001 | 106 | 15 | 9  | 4  | Boven normaal               |
| Atlantisch orkaanseizoen 1953 | 104 | 14 | 6  | 4  | Boven normaal               |
| Atlantisch orkaanseizoen 1988 | 103 | 12 | 5  | 3  | Boven normaal               |
| Atlantisch orkaanseizoen 1971 | 97  | 13 | 6  | 1  | Normaal                     |
| --- (Gemiddelde = 93,2) ---   |     |    |    |    |                             |
| Atlantisch orkaanseizoen 1981 | 93  | 11 | 7  | 3  | Normaal                     |
| Atlantisch orkaanseizoen 1979 | 91  | 8  | 5  | 2  | Normaal                     |
| Atlantisch orkaanseizoen 1990 | 91  | 14 | 8  | 1  | Normaal                     |
| Atlantisch orkaanseizoen 1960 | 88  | 7  | 4  | 2  | Normaal                     |
| Atlantisch orkaanseizoen 1985 | 88  | 11 | 7  | 3  | Normaal                     |
| --- (Mediaan = 87,5) ---      |     |    |    |    |                             |
| Atlantisch orkaanseizoen 1952 | 87  | 7  | 6  | 3  | Normaal                     |
| Atlantisch orkaanseizoen 1965 | 85  | 6  | 4  | 1  | Normaal                     |
| Atlantisch orkaanseizoen 1957 | 84  | 8  | 3  | 2  | Normaal                     |
| Atlantisch orkaanseizoen 1992 | 82  | 6  | 4  | 1  | Normaal                     |
| Atlantisch orkaanseizoen 1976 | 81  | 8  | 6  | 2  | Normaal                     |
| Atlantisch orkaanseizoen 2006 | 79  | 10 | 5  | 2  | Normaal                     |
| Atlantisch orkaanseizoen 1959 | 78  | 11 | 7  | 2  | Normaal                     |
| Atlantisch orkaanseizoen 1975 | 73  | 8  | 6  | 3  | Normaal                     |
| Atlantisch orkaanseizoen 1984 | 71  | 12 | 5  | 1  | Normaal                     |
| Atlantisch orkaanseizoen 2002 | 66  | 12 | 4  | 2  | Beneden normaal             |
| Atlantisch orkaanseizoen 1978 | 62  | 11 | 5  | 2  | Beneden normaal             |
| Atlantisch orkaanseizoen 1974 | 61  | 7  | 4  | 2  | Beneden normaal             |
| Atlantisch orkaanseizoen 1956 | 54  | 8  | 4  | 2  | Beneden normaal             |
| Atlantisch orkaanseizoen 1973 | 43  | 7  | 4  | 1  | Beneden normaal             |
| Atlantisch orkaanseizoen 1997 | 40  | 7  | 3  | 1  | Beneden normaal             |
| Atlantisch orkaanseizoen 1993 | 39  | 8  | 4  | 1  | Beneden normaal             |
| Atlantisch orkaanseizoen 1962 | 36  | 5  | 3  | 1  | Beneden normaal             |
| Atlantisch orkaanseizoen 1986 | 36  | 6  | 4  | 0  | Beneden normaal             |
| Atlantisch orkaanseizoen 1968 | 35  | 7  | 4  | 0  | Beneden normaal             |
| Atlantisch orkaanseizoen 1970 | 34  | 10 | 5  | 2  | Beneden normaal             |
| Atlantisch orkaanseizoen 1987 | 34  | 7  | 3  | 1  | Beneden normaal             |
| Atlantisch orkaanseizoen 1991 | 34  | 8  | 4  | 2  | Beneden normaal             |
| Atlantisch orkaanseizoen 1994 | 32  | 7  | 3  | 0  | Beneden normaal             |
| Atlantisch orkaanseizoen 1982 | 29  | 5  | 2  | 1  | Beneden normaal             |
| Atlantisch orkaanseizoen 1972 | 28  | 4  | 3  | 0  | Beneden normaal             |
| Atlantisch orkaanseizoen 1977 | 25  | 6  | 5  | 1  | Beneden normaal             |
| Atlantisch orkaanseizoen 1983 | 17  | 4  | 3  | 1  | Beneden normaal             |